# Nikolaus Hirschl
Nikolaus „Mick(e)y“ Hirschl (* 20. März 1908 in Wien, Österreich-Ungarn; † 10. Oktober 1991) war ein österreichischer Ringer.
Hirschl, Sohn eines Inhabers einer koscheren Fleischerei, turnte anfangs beim Verein Makkabi und ging anschließend zum zionistisch orientierten SC Hakoah Wien. Er engagierte sich bei den Sozialdemokraten und beim paramilitärischen Republikanischen Schutzbund. Als Ringer der Hakoah wehrte er überdies, gemeinsam mit anderen Mannschaftskollegen, antisemitische Angriffe ab und erfüllte somit eine Schutzfunktion gegenüber den anderen Sektionen des Vereins. Nachdem er in einem Park einen Nazi erschoss – nach anderen Angaben verletzte er ihn nur schwer –, flüchtete er 1934 nach Palästina. Während des Zweiten Weltkrieges führte er für die britische Armee Kommandoaktionen gegen die Italiener in Nordafrika durch. 1947 wanderte Hirschl nach Australien aus.
Hirschl gewann bei den Olympischen Spielen 1932 in Los Angeles zwei Bronzemedaillen. Er war im Schwergewicht sowohl im griechisch-römischen Stil als auch im Freistil österreichischer Meister.